# Lipari
Lipari is een vulkanisch eiland en is het belangrijkste van de Eolische Eilanden, die zich ten noordoosten van Sicilië bevinden. Het eiland behoort met de meeste Eolische Eilanden tot de gemeente Lipari, die deel uitmaakt van de provincie Messina. Het heeft tegenwoordig ongeveer 11.000 inwoners en is een toeristische trekpleister.
Lipari is 150.000 jaar geleden ontstaan door erupties van onder andere de Monte Chirica en de Monterosa. Later, tussen 100.000 en 80.000 jaar geleden ontstond de stratovulkaan Monte Sant'Angelo. De laatste eruptie was in het jaar 729 waarbij 200 meter dikke lagen puimsteen boven Monte Chirica ontstonden.
Het eiland heeft een rijke geschiedenis en wordt al sinds het 5de millennium v.Chr. bewoond. Het is gebruikt als verbanningsoord ten tijde van het Romeinse Rijk en tijdens het bewind van Mussolini.

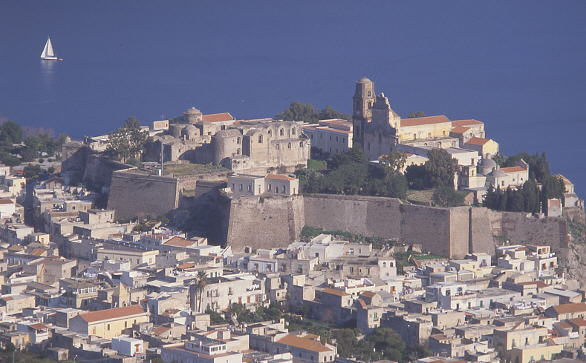
Lipari